# Gloria Jones

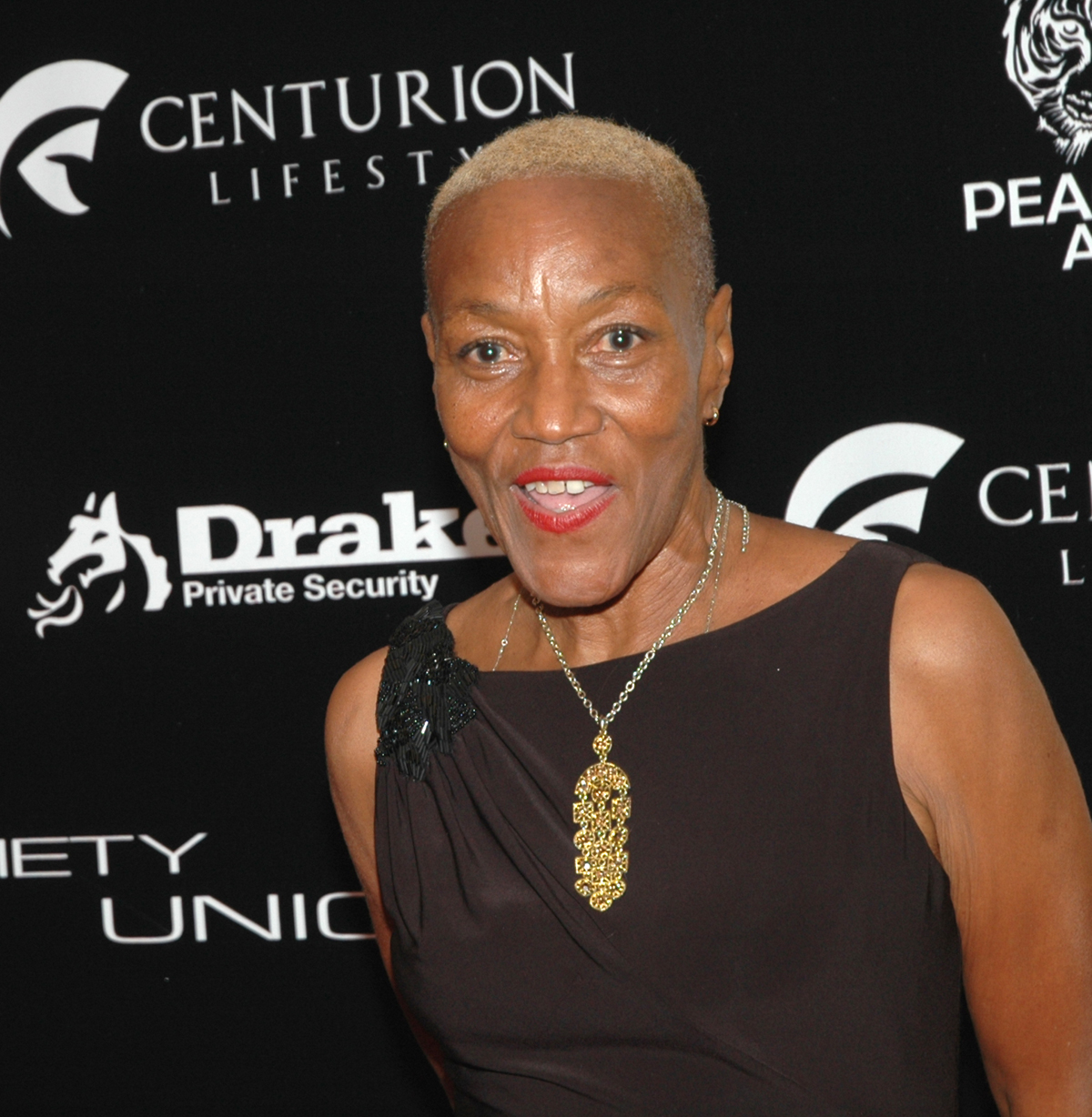
Gloria Jones al James Cameron Party a Hollywood nel 2014

Gloria Richetta Jones (Cincinnati, 19 ottobre 1945) è una cantautrice statunitense.

## Biografia

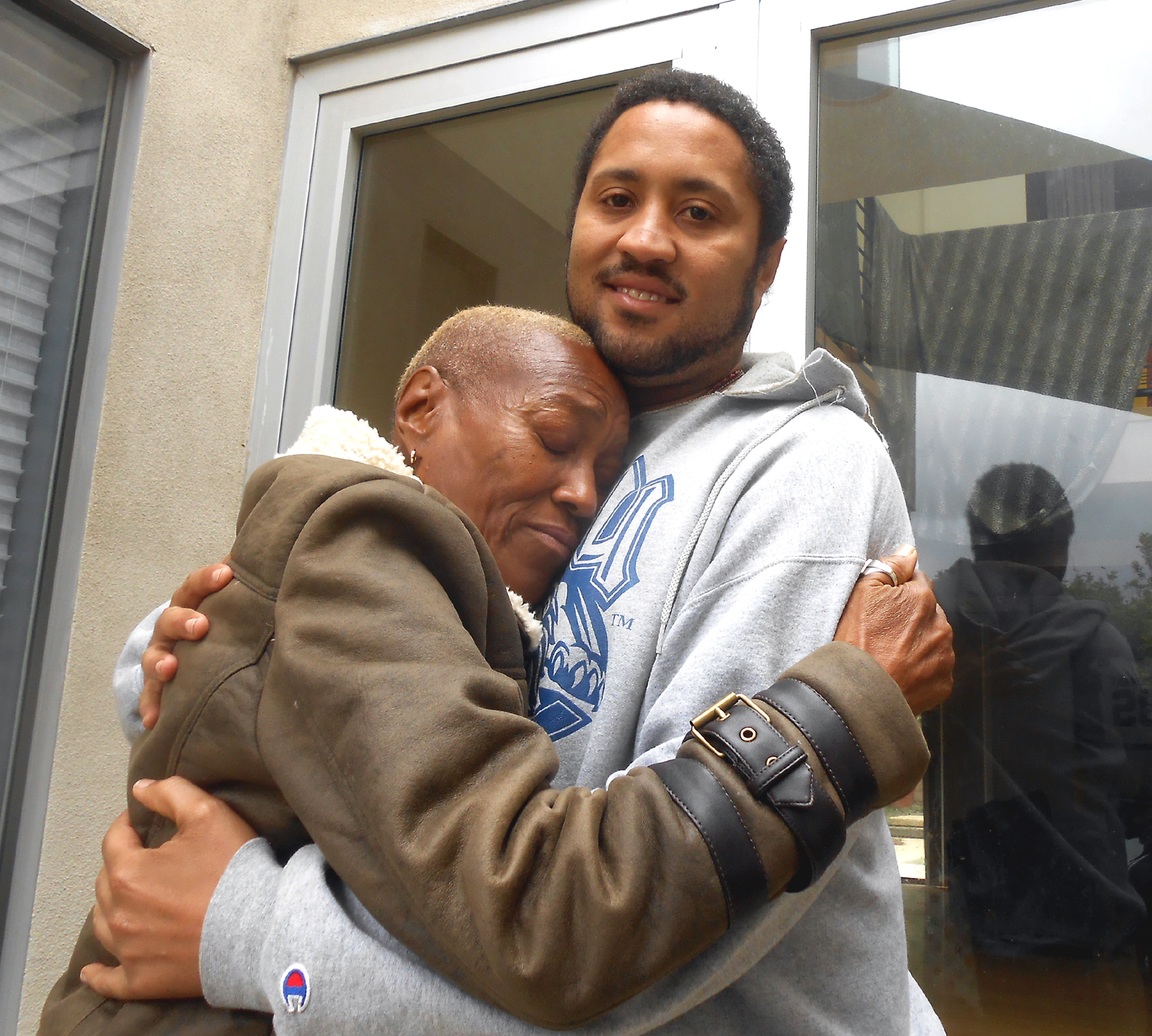
Gloria Jones con suo figlio Rolan Bolan nel 2014

Nota per essere stata la prima interprete, nel 1964 della canzone Tainted Love, divenuta più tardi una hit del duo britannico di synth-pop Soft Cell, è anche ricordata per essere stata fidanzata del leader del gruppo musicale glam rock T. Rex Marc Bolan, sino alla morte di quest'ultimo nel 1977.

## Discografia

### Discografia solista
Album in studio
- 1966 - Come Go With Me
- 1973 - Share My Love
- 1976 - Vixen
- 1978 - Windstorm
- 1982 - Reunited
- 1996 - Vixen/Windstorm
- 2009 - Share My Love

Singoli
- 1964 - My Bad Boy's Coming Home
- 1965 - Heartbeat
- 1966 - Finders KeepersRun One Flight Of Stairs
- 1966 - Come Go With Me/How Do You Tell An Angel
- 1968 - I Know/What About You
- 1969 - Look What You Started/When He Touches Me
- 1973 - Why Can't You be Mine/Baby Don't Cha Know (I'm Bleeding For You)
- 1978 - Bring On The Love
- 1978 - Woman Is a Woman/Blue Light Microphone
- 1979 - When I Was a Little Girl/When I Was a Little Girl (instrumental)

### Con T. Rex
- 1974 - Zinc Alloy and the Hidden Riders of Tomorrow
- 1974 - Light of Love
- 1975 - Bolan's Zip Gun
- 1976 - Futuristic Dragon
- 1977 - Dandy in the Underworld

### Con The COGIC'S
- 1966 - It's A Blessing
- 1984 - The COGIC'S